# 沃福德高地 (加利福尼亞州)
沃福德高地（英語：Wofford Heights）是位於美國加利福尼亞州克恩縣的一個人口普查指定地區。

## 地理
沃福德高地的座標為35°42′25″N 118°27′22″W / 35.70694°N 118.45611°W，而該地最高點為海拔高度818米（即2684英尺）。

## 人口
根據2010年美國人口普查的數據，沃福德高地的面積為15.689平方千米，當中陸地面積為15.689平方千米，而水域面積為0.000平方千米。當地共有人口2200人，而人口密度為每平方千米140人。